# Liberale da Verona

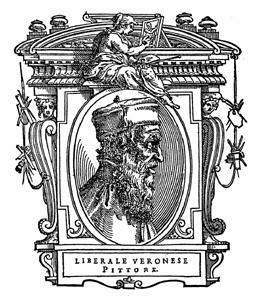
Liberale da Verona, segons les Vite de Giorgio Vasari.

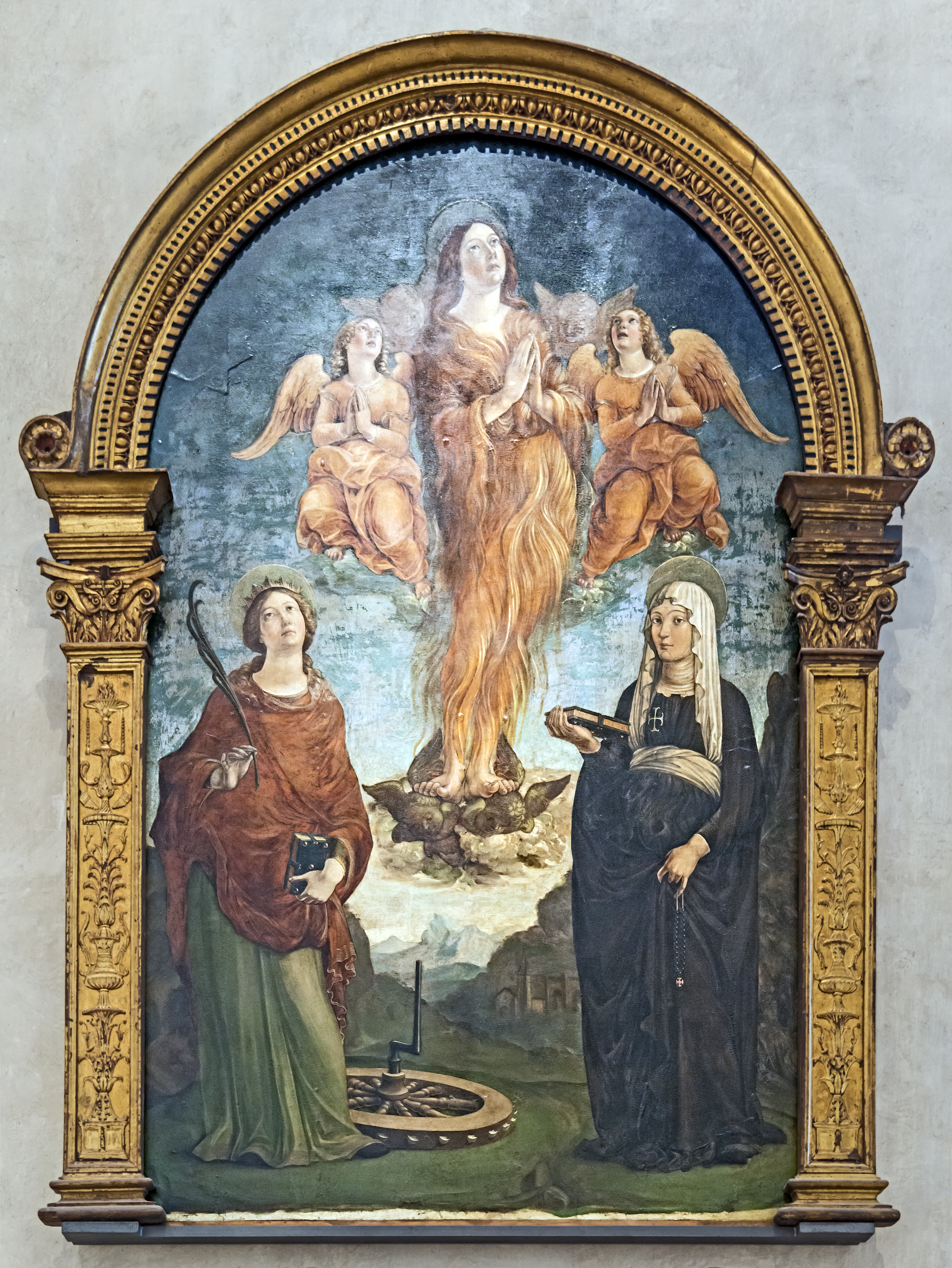
Madeleine, St Catherine i St. Toscana Sant'Anastasia (Verona)

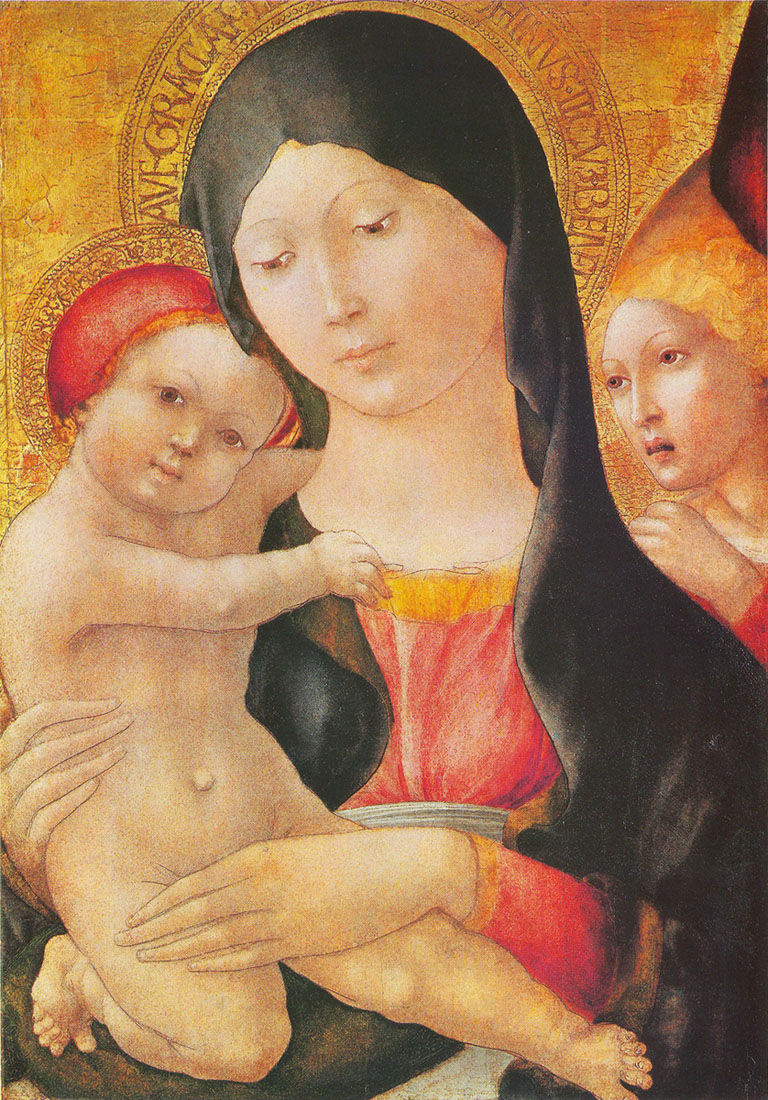
"La Verge amb el Nen i l'àngel". Museu de Belles Arts, Budapest, Hongria.

Liberale di Jacopo della Biava, conegut com a Liberale da Verona (Verona, 1441 - íd. 1526), va ser un pintor i miniaturista italià del Renaixement, format a Verona i la Llombardia.

## Biografia
A través de la família de la seva mare, Jacoba, Liberale era l'hereu d'una vella estirp de pintors veronesos: El seu avi va ser Zeno Solimani (doc. 1438) i el seu oncle Nicolò Solimani (actiu 1462-1493), que també va ser, segons Giorgio Vasari, el seu mestre, encara que per error l'anomena Vincenzo di Stefano. Està documentada la presència de Liberale a Verona entre 1455 i 1465, però cap treball d'aquesta època ha arribat fins als nostres dies.
Va començar treballant a Monte Oliveto (1467-1476) com miniaturista i il·lustrador de llibres litúrgics. Proves d'aquest treball es conserven en Chiusi i en la Catedral de Siena. En l'etapa final de la seva carrera s'observa algun influx del Rafael Emiliano predominant, encara que sense afectar en el bàsic al seu estil arcaïtzant. Sembla que va patir la influència de Jacopo Bellini i Andrea Mantegna o d'algun artista del seu cercle més pròxim, com el miniaturista Gerolamo da Cremona.
Apareix a la Vite de Giorgio Vasari. En Verona va pintar una  Adoració dels Reis mags , que es troba a la Catedral. A més va pintar una  Nativitat  i una  Assumpció de la Mare de Déu . A la Pinacoteca de Brera, hi ha un  Sant Sebastià  de la seva mà.
Després de diversos anys d'estada a Siena, va tornar a Verona el 1492, on va morir, encara que va seguir desplaçant-se ocasionalment a diverses ciutats per realitzar encàrrecs.
Alumnes seus van ser els pintors Niccolo Giolfino, Francesco Torbado i Giovanni Francesco Carot.

## Obres destacades

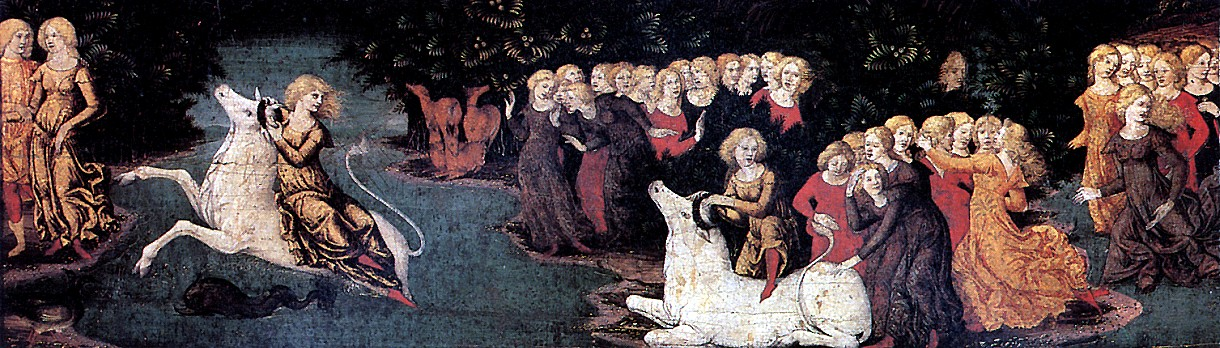
"Rapte d'Europa". Museu del Louvre, París.

- Verge amb sants  (la seva primera obra confirmada)
- Nativitat
- Assumpció de la Mare de Déu
- Sant Sebastià  (Pinacoteca di Brera, Milà)
- Verge de la cadernera  (Museu de Castelvecchio, Verona)
- Epifania
- Mort de la Verge  (Palau Episcopal, Verona)
- Rapte d'Europa  (Museu del Louvre, París)
- Verge amb Nen i àngel  (Museu de Belles Arts, Budapest)
- Jugadors d'escacs  (1475, Metropolitan Museum, NY), fragment d'un  Cassone  decorat.
- Suïcidi de Dido  (c. 1500, National Gallery, Londres), un altre panell provinent d'un  Cassone .
- Verge amb nen i dos àngels  (c. 1500, National Gallery, Londres)
- Sant Sebastià  (Princeton University Art Museum)
- Adoració dels Reis Mags  (Catedral de Verona)